# Eriogonum gordonii
Eriogonum gordonii är en slideväxtart som beskrevs av George Bentham. Eriogonum gordonii ingår i släktet Eriogonum och familjen slideväxter. Inga underarter finns listade i Catalogue of Life.